# ده‌نو (خاتون‌آباد)
ده‌نو، روستایی در دهستان خاتون‌آباد از توابع بخش مرکزی شهرستان شهربابک در استان کرمان است.